# Americas Tower
Der Americas Tower, auch bekannt unter seiner Adresse 1177 Avenue of the Americas, ist ein 211 Meter hoher Wolkenkratzer im Stadtbezirk Manhattan in New York City, USA.

## Beschreibung
Der Büroturm befindet sich an der Avenue of the Americas, auch Sixth Avenue genannt, zwischen der West 45th und 46th Street in Midtown Manhattan. Er ist einen Block vom Times Square, zwei Blocks vom Rockefeller Center und drei Blocks vom Bryant Park entfernt. Gegenüber steht der 183 m hohe Büroturm 1166 Avenue of the Americas.
Das Gebäude wurde vom Architekturbüro Swanke Hayden Connell Architects entworfen. Bauherr war das Immobilienunternehmen Americas Tower Partners. Im Dezember 1989 begann der Bau des Wolkenkratzers und wurde nach einem Baustopp von Dezember 1989 bis Februar 1991 schließlich im Februar 1992 vollendet. Die offizielle Eröffnung fand 1993 statt. Der Wolkenkratzer ist 210,9 m (692 Fuß) hoch und hat 48 Etagen. Das obere Drittel des Bauwerks besitzt mehrere Rücksprünge und Abstufungen, wodurch sich der Baukörper mit zunehmender Höhe verjüngt. Die Fassade des Gebäudes besteht aus poliertem rötlich-rosa Granit und vereint Stilelemente der Postmoderne und des Art déco. Es besitzt eine 18 m hohe Lobby mit einem Café. 2002 wurde das Gebäude für 500 Millionen US-Dollar an das Unternehmen Silverstein Properties verkauft. Der Eigentümer ließ 2013 das Gebäude renovieren.
Zu den Mietern des Büroturms gehören unter anderen die Anwaltskanzlei Kramer Levin Naftalis & Frankel, die Signature Bank, der Wetterdienst The Weather Channel, das Pharmaunternehmen Vyera Pharmaceuticals  und das Practicing Law Institute, das gemeinnützige juristische Weiterbildung anbietet.

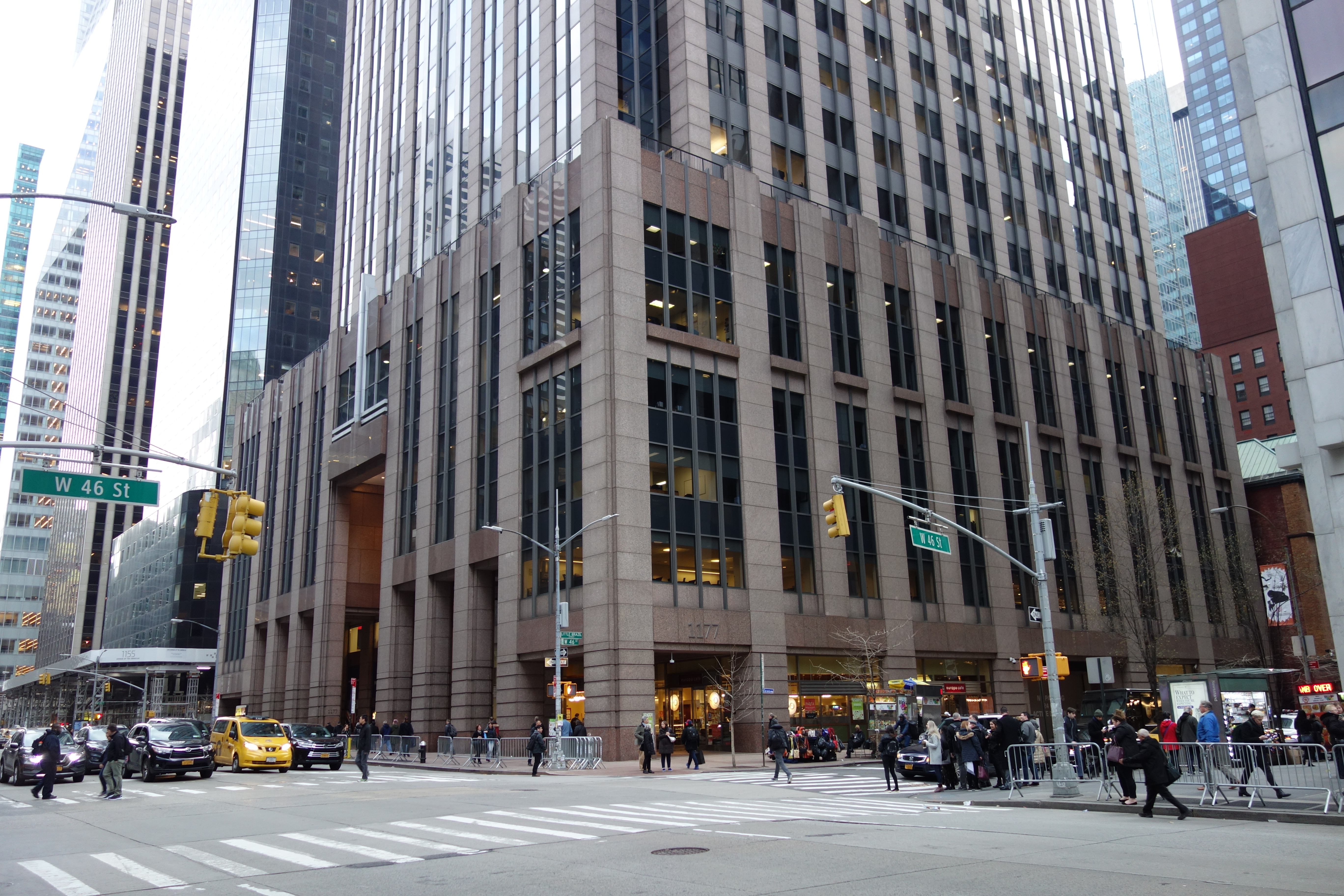
Die Basis an der Sixth Avenue